# Berylliumhydroxid
Berylliumhydroxid ist eine chemische Verbindung aus der Gruppe der Hydroxide.

## Vorkommen
In der Natur kommt Berylliumhydroxid in Form der seltenen bis sehr seltenen Minerale Behoit und Klinobehoit vor.

## Gewinnung und Darstellung
Berylliumhydroxid kann durch Ausfällen aus einer Berylliumsalzlösung durch Zugabe von Ammoniaklösung oder einer Lösung eines Metallhydroxides gewonnen werden.
{\displaystyle \mathrm {Be^{2+}\ +\ 2\ OH^{-}\longrightarrow Be(OH)_{2}} }
Besser gelingt die Darstellung von kristallinem Berylliumhydroxid jedoch aus einer heiß gesättigten Lösung von amorphen Be(OH)2 in einer 10 n NaOH-Lösung, über den Zwischenschritt der Bildung von Natriumtetrahydroxoberyllat und einer anschließenden langsamen Abkühlung.

## Eigenschaften
Berylliumhydroxid ist ein farbloses Gel, das in Wasser praktisch unlöslich ist. Beim Erhitzen über 400 °C zersetzt es sich zu Berylliumoxid:
{\displaystyle \mathrm {Be(OH)_{2}\longrightarrow BeO+H_{2}O} }
Es tritt in zwei Modifikationen α- und β-Berylliumhydroxid auf. Die Verbindung ist in frisch gefälltem Zustand amphoter, löst sich also sowohl in Säuren unter Bildung von [Be(H2O)4]2+, als auch in alkalischen Lösungen unter Bildung von [Be(OH)4]2−. Beim Kochen mit Wasser, beim Trocknen oder beim längeren Stehenlassen "altert" die Verbindung und wird schwerlöslich. Es ist das einzige amphotere Hydroxid der Erdalkalimetalle.
In der orthorhombischen Kristallstruktur von Berylliumhydroxid ist jedes Berylliumion von vier Hydroxidionen koordiniert, die ein nur geringfügig verzerrtes Tetraeder bilden. Da jedes Hydroxidion an zwei Be2+-Ionen gebunden ist, entsteht ein dreidimensionales Netzwerk eckenverknüpfter Tetraeder. Zwischen den Hydroxidionen bestehen zahlreiche Wasserstoffbrückenbindungen.